# Красный переулок (Екатеринбург)
Кра́сный переу́лок — переулок в жилом районе (микрорайоне) «Центральный» Железнодорожного административного района Екатеринбурга.

## Расположение и благоустройство
Переулок проходит с северо-запада на юго-восток параллельно линии Городского пруда. Начинается от пересечения с улицей Челюскинцев и заканчивается переходом в улицу Николая Никонова (до реконструкции середины 2000-х годов заканчивался у улицы Испанских Рабочих). Пересечений с другими улицами нет. Слева к переулку примыкают улицы Мельковская и Василия Ерёмина, справа примыкания других улиц отсутствуют.
Протяжённость улицы составляет около 700 метров. Ширина проезжей части — около 10 м. На отрезке переулка к западу от улицы Василия Ерёмина движение одностороннее (две полосы движения), на конечном участке — двухстороннее, по две полосы в каждую сторону движения. На протяжении улицы имеется один светофор (у проезда к Дворцу игровых видов спорта и один нерегулируемый пешеходный переход (за улицей Мельковской). С обеих сторон улица оборудована тротуарами (кроме сквера между улицами Василия Ерёмина и Мельковской, по нечётной стороне), а также уличным освещением. Нумерация домов ведётся от улицы Челюскинцев.

## История
До 1930-х годов переулок являлся частью 2-й Мельковской улицы (современная Мельковская). На планах Свердловска 1939, 1942 и 1947 годов показан на участке между улицами Челюскинцев и Мельковской (протяжённость 300 м), позднее был продлён к востоку и через улицу Испанских Рабочих был соединён с улицей Свердлова, а после ликвидации застройки Мельковской слободы в районе киноконцертного театра «Космос» — связан с улицей Свердлова через проезд (будущую улицу Николая Никонова).
Переулок застроен многоэтажными и высотными жилыми домами как типовых серий, так и индивидуальных проектов.

## Примечательные здания
- № 5/1 и 5/2 — 25-этажный жилой комплекс «Космос» (две башни).

## Памятники, мемориальные доски и памятные знаки
В сквере у ККТ «Космос» установлен памятник «300 лет Российскому флоту».

## Транспорт

### Наземный общественный транспорт
Улица связывает жилой район (микрорайон) «Вокзальный» с жилым районом «Центральный». Движение наземного общественного транспорта по улице осуществляется только на конечном участке. Ближайшая остановка общественного транспорта:
- Остановка «Метро Динамо»:

Троллейбус: № 4.

### Ближайшие станции метро
Поблизости от переулка, между «Дворцом игровых видов спорта» и спортивным комплексом «Динамо» расположена станция 1-й линии Екатеринбургского метрополитена  «Динамо».